# Dutch Golf Bokhorst
Dutch Golf Bokhorst is een Nederlandse golfclub, De golfbaan ligt ten oosten van Nijkerk op Landgoed Bokhorst in Putten.

## Ontwerp en aanleg
Golfbaanarchitect Frank Pont had een 9 holes baan ontworpen met een par van 31. In 2006 bleek de aanleg van de golfbaan in strijd met het "Streekplan Gelderland 2005". Het landgoed valt binnen de ecologische hoofdstructuur van Nederland. Daarop werd in 2007 de aanleg van de golfbaan stilgelegd op last van het Ministerie van Volkshuisvesting, Ruimtelijke Ordening en Milieubeheer. Na aanpassing van het ontwerp kon het aanleg verder gaan. De baan werd geopend op 4 juni 2010 door Pieter van Vollenhoven.

## Activiteiten
De oefenfaciliteiten zijn sinds 2006 gereed. Er is een grote kunstgras oefengreen, die het hele jaar gebruikt kan worden.